# Sopra di noi il mare
Sopra di noi il mare è un film di guerra del 1955, diretto da Ralph Thomas.

## Trama
1942, durante la seconda guerra mondiale, la battaglia dell'Atlantico inizia a volgere a favore degli Alleati, ma la minaccia rappresentata dalla corazzata tedesca Tirpitz costringe la Royal Navy a mantenere impiegate ingenti forze nel nord Atlantico, allo scopo di controllare eventuali sortite della grossa unità a caccia di convogli, sottraendo risorse per la guerra contro gli U-Boot.
La corazzata tedesca si trova àncorata nel fiordo di Trondheim, protetta da alte falesie, che limitano fortemente la possibilità di attacchi aerei, ed il comandante Fraser ritiene che questa possa essere attaccata utilizzando sommergibili tascabili tipo Chariot e, dopo avere convinto l'ammiraglio Ryder della possibilità di riuscita dell'azione, forma una squadra che, una volta addestrata, parte a bordo di un peschereccio norvegese, con le piccole unità fissate alla chiglia, ma, a causa del loro distacco, l'impresa fallisce ed i marinai sono costretti a cercare di raggiungere la Svezia; durante il tragitto, uno di loro viene ucciso da una pattuglia tedesca.
Per nulla scoraggiato l'ammiragliato britannico organizza l'anno successivo una nuova azione (Operazione Source) con sommergibili di tipo X, i quali, trainati da sommergibili, dovranno approssimarsi alla Tirpitz, ancorata nel fiordo di Alta, e piazzare cariche esplosive alla sua chiglia. La missione ha inizio ed il primo sommergibile, l'X3, riesce a raggiungere il primo sbarramento di reti e ad aprirvi un varco, avvistando la corazzata, il secondo, l'X2, a causa di un'avaria alla bussola ed al periscopio, è impossibilitato a proseguire ed è costretto a posarsi sul fondo per non rischiare di fare scoprire le altre unità, il terzo, l'X6, supera anche il secondo sbarramento ma, a causa di un guasto al timone, ha difficoltà a manovrare e per un attimo riemerge, venendo attaccato dalle batterie della nave.
Le cariche esplosive vengono sganciate dai due sommergibili, ma uno di essi rimane incastrato sotto la nave che, a causa della bassa marea, si adagia sopra l'unità. I marinai riescono ad uscire un attimo prima e l'equipaggio viene fatto prigioniero dai tedeschi ed analoga sorte subisce il secondo, su cui si trova il comandante Fraser, il quale, impossibilitato a muoversi, è costretto a riemergere. Una volta catturati, i marinai inglesi riescono a prendere tempo ed a non rivelare l'entità e la posizione dell'esplosivo piazzato sotto la nave e, dopo che le cariche sono scoppiate, danneggiando gravemente la Tirpitz, il comandante dell'X2 decide di abbandonare lo scafo, ma è troppo tardi e le cariche esplodono, uccidendo i quattro membri dell'equipaggio.